# 小田原FM中継局
小田原FM中継局（おだわらエフエムちゅうけいきょく）は、小田原市曽我谷津字風越（浅間山山頂）にある共建のFM放送中継局。

## 中継局概要
| 放送局名                        | 周波数 （MHz） | 空中線 電力 | ERP  | 放送対象地域   | 放送区域 内世帯数 | 偏波面   |
| ------------------------------- | -------------- | ----------- | ---- | -------------- | ----------------- | -------- |
| 横浜エフエム放送 （FMヨコハマ） | 80.4           | 100W        | 160W | 神奈川県       | 約-世帯           | 水平偏波 |
| NHK 横浜FM                      | 83.5           | 100W        | 160W | 神奈川県       | 約-世帯           | 水平偏波 |
| FM小田原                        | 87.9           | 20W         | 50W  | 小田原市の一部 | 約-世帯           | -        |

## 放送エリア
- 足柄下郡真鶴町の全域、及び小田原市、南足柄市、中郡大磯町・二宮町、足柄下郡湯河原町、足柄上郡大井町･松田町、開成町、山北町、中井町、静岡県熱海市、駿東郡小山町の各一部地域[要文献特定詳細情報]。

## その他
- 正式局名は、NHKで｢日本放送協会小田原FM中継放送所｣、FMヨコハマで｢横浜エフエム放送小田原FM中継送信所｣である[要文献特定詳細情報]。

## 置局住所
- 小田原市曽我谷津948（浅間山山頂）[要文献特定詳細情報]